# Municipio de Lafayette (Minnesota)
El municipio de Lafayette (en inglés: Lafayette Township) es un municipio ubicado en el condado de Nicollet en el estado estadounidense de Minnesota. En el año 2010 tenía una población de 694 habitantes y una densidad poblacional de 5,32 personas por km².

## Geografía
El municipio de Lafayette se encuentra ubicado en las coordenadas 44°22′51″N 94°26′4″O / 44.38083, -94.43444. Según la Oficina del Censo de los Estados Unidos, el municipio tiene una superficie total de 130.51 km², de la cual 130,37 km² corresponden a tierra firme y (0,11 %) 0,14 km² es agua.

## Demografía
Según el censo de 2010, había 694 personas residiendo en el municipio de Lafayette. La densidad de población era de 5,32 hab./km². De los 694 habitantes, el municipio de Lafayette estaba compuesto por el 99,28 % blancos y el 0,72 % eran de una mezcla de razas. Del total de la población el 0,43 % eran hispanos o latinos de cualquier raza.